# Dalechampia hutchisoniana
Dalechampia hutchisoniana är en törelväxtart som beskrevs av Grady Linder Webster. Dalechampia hutchisoniana ingår i släktet Dalechampia och familjen törelväxter.
Artens utbredningsområde är Peru. Inga underarter finns listade i Catalogue of Life.